# Cmentarz żydowski w Krynicy
Cmentarz żydowski w Krynicy – został założony w połowie XIX wieku i zajmuje powierzchnię 0,16 ha, na której zachowało się kilkadziesiąt nagrobków mających w większości charakter tradycyjnych macew. W czasie II wojny światowej był miejscem masowych egzekucji, a w latach 80. XX wieku władze komunistyczne planowały jego likwidację, do której jednak ostatecznie nie doszło. Cmentarz znajduje się przy ul. Polnej.

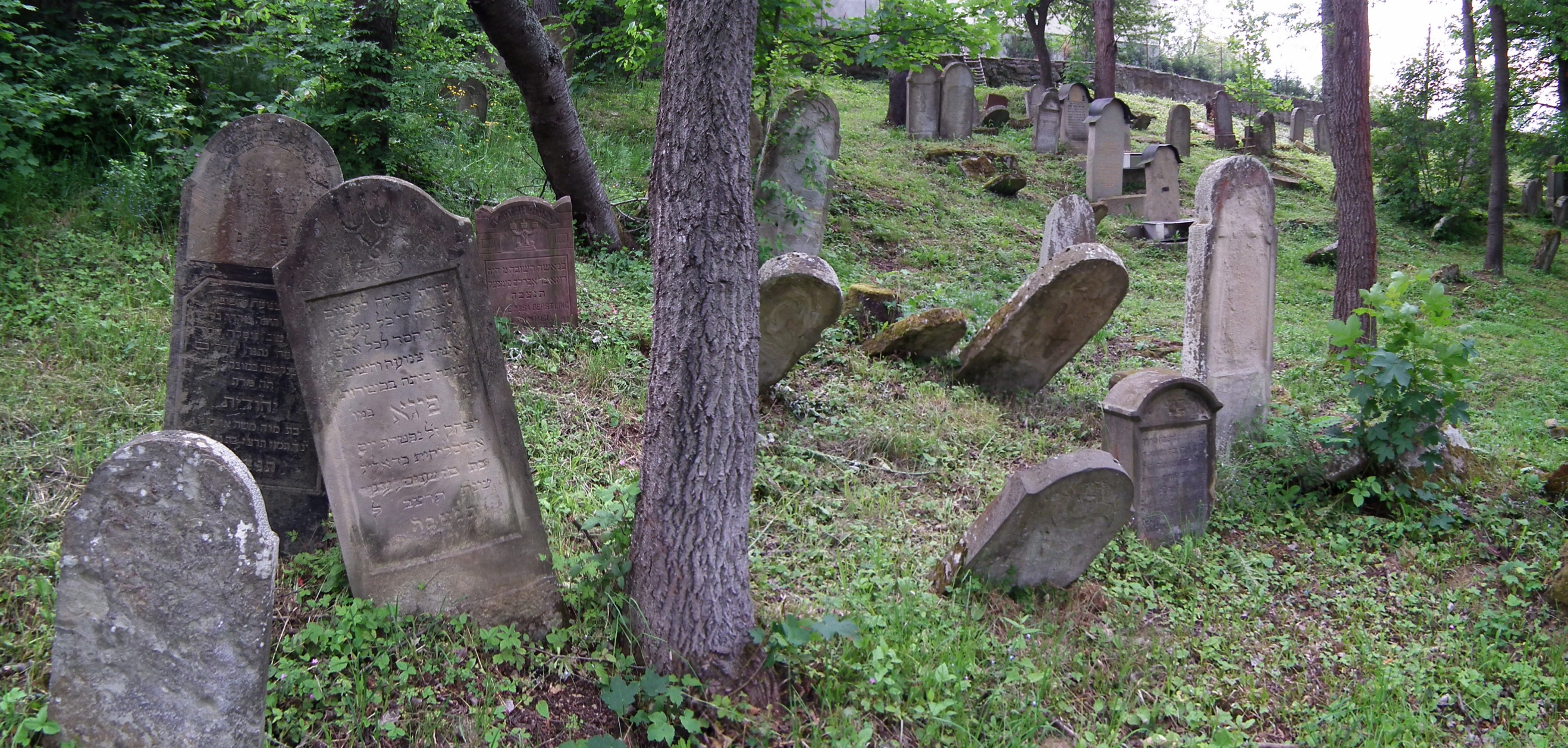
Macewy